# Irská rallye 2009
Irská Rally 2009 (oficiálně anglicky 2nd Rally Ireland) byla úvodním podnikem Mistrovství světa v rallye 2009 (WRC) a zároveň prvním dílem Juniorského mistrovství světa v rallye (JWRC). Konala se od 30. ledna do 1. února 2009 v okolí města Sligo.

## Výsledky
| *        | Jezdec            | Spolujezdec       | Vůz                  | Čas       | Rozdíl   | Body |
| WRC      | WRC               | WRC               | WRC                  | WRC       | WRC      | WRC  |
| -------- | ----------------- | ----------------- | -------------------- | --------- | -------- | ---- |
| 1.       | Sébastien Loeb    | Daniel Elena      | Citroën C4 WRC       | 2:48:25.7 |          | 10   |
| 2.       | Dani Sordo        | Marc Martí        | Citroën C4 WRC       | 2:49:53.6 | +1:27.9  | 8    |
| 3.       | Mikko Hirvonen    | Jarmo Lehtinen    | Ford Focus RS WRC 08 | 2:50:33.5 | +2:07.8  | 6    |
| 4.       | Henning Solberg   | Cato Menkerud     | Ford Focus RS WRC 08 | 2:54:58.1 | +6:32.4  | 5    |
| 5.       | Chris Atkinson    | Stéphane Prévot   | Citroën C4 WRC       | 2:56:17.6 | +7:51.9  | 4    |
| 6.       | Sébastien Ogier   | Julien Ingrassia  | Citroën C4 WRC       | 2:59:09.7 | +10:44.0 | 3    |
| 7.       | Matthew Wilson    | Scott Martin      | Ford Focus RS WRC 08 | 2:59:49.5 | +11:23.8 | 2    |
| 8.       | Khalid al-Qassimi | Michael Orr       | Ford Focus RS WRC 08 | 3:02:33.6 | +14:07.9 | 1    |
| JWRC     |                   |                   |                      |           |          |      |
| 1. (16.) | Aaron Burkart     | Michael Kölbach   | Suzuki Swift S1600   | 3:16:41.5 |          | 10   |
| 2. (17.) | Martin Prokop     | Jan Tománek       | Citroën C2 S1600     | 3:17:28.8 | +47.3    | 8    |
| 3. (19.) | Simone Bertolotti | Luca Celestini    | Suzuki Swift S1600   | 3:25:41.6 | +9:00.1  | 6    |
| 4. (20.) | Yoann Bonato      | Benjamin Boulloud | Suzuki Swift S1600   | 3:29:47.7 | +13:06.2 | 5    |
| 5. (22.) | Kevin Abbring     | Erwin Mombaerts   | Renault Clio S1600   | 3:34:19.5 | +17:38.0 | 4    |
| 6. (25.) | Luca Griotti      | Corrado Bonato    | Renault Clio S1600   | 3:43:49.9 | +27:08.4 | 3    |

## Rychlostní zkoušky
| Den           | Etapa | Čas   | Místo            | Délka    | Vítěz       | Čas     | Průměrná rychlost | Leader     |
| ------------- | ----- | ----- | ---------------- | -------- | ----------- | ------- | ----------------- | ---------- |
| 1 (30. leden) | SS1   | 08:13 | Glenboy 1        | 22.25 km | J. Latvala  | 12:44.0 | 104.8 km/h        | J. Latvala |
| 1 (30. leden) | SS2   | 09:01 | Cavan 1          | 15.09 km | S. Loeb     | 8:31.5  | 106.2 km/h        | U. Aava    |
| 1 (30. leden) | SS3   | 09:42 | Aughnasheelan 1  | 25.19 km | S. Loeb     | 14:35.2 | 103.6 km/h        | U. Aava    |
| 1 (30. leden) | SS4   | 13:02 | Glenboy 2        | 22.25 km | S. Loeb     | 11:37.4 | 114.9 km/h        | S. Loeb    |
| 1 (30. leden) | SS5   | 13:50 | Cavan 2          | 15.09 km | S. Loeb     | 7:40.5  | 118.0 km/h        | S. Loeb    |
| 1 (30. leden) | SS6   | 14:31 | Aughnasheelan 2  | 25.19 km | S. Loeb     | 13:44.6 | 110.0 km/h        | S. Loeb    |
| 1 (30. leden) | SS7   | 18:54 | Murley           | 24.70 km | Zrušeno     | Zrušeno | Zrušeno           | S. Loeb    |
| 1 (30. leden) | SS8   | 19:39 | Fardross         | 14.77 km | Zrušeno     | Zrušeno | Zrušeno           | S. Loeb    |
| 2 (31. ledna) | SS9   | 08:13 | Sloughan Glen 1  | 27.76 km | S. Loeb     | 14:43.3 | 113.1 km/h        | S. Loeb    |
| 2 (31. ledna) | SS10  | 09:06 | Ballinamallard 1 | 25.46 km | S. Loeb     | 13:02.1 | 117.2 km/h        | S. Loeb    |
| 2 (31. ledna) | SS11  | 09:49 | Tempo 1          | 13.46 km | S. Loeb     | 7:33.1  | 106.9 km/h        | S. Loeb    |
| 2 (31. ledna) | SS12  | 13:57 | Sloughan Glen 2  | 27.76 km | M. Hirvonen | 14:33.9 | 114.4 km/h        | S. Loeb    |
| 2 (31. ledna) | SS13  | 14:50 | Ballinamallard 2 | 25.46 km | S. Loeb     | 12:51.4 | 118.8 km/h        | S. Loeb    |
| 2 (31. ledna) | SS14  | 15:33 | Tempo 2          | 13.46 km | S. Loeb     | 7:30.1  | 107.7 km/h        | S. Loeb    |
| 3 (1. února ) | SS15  | 08:35 | Geevagh          | 11.48 km | M. Hirvonen | 6:11.3  | 111.3 km/h        | S. Loeb    |
| 3 (1. února ) | SS16  | 09:00 | Arigna           | 10.88 km | S. Loeb     | 6:03.6  | 107.7 km/h        | S. Loeb    |
| 3 (1. února ) | SS17  | 09:51 | Lough Gill       | 13.51 km | M. Hirvonen | 6:27.0  | 125.7 km/h        | S. Loeb    |
| 3 (1. února ) | SS18  | 12:09 | Donegal Bay      | 14.47 km | M. Hirvonen | 8:09.7  | 106.4 km/h        | S. Loeb    |
| 3 (1. února ) | SS19  | 13:10 | Donegal Town     | 1.50 km  | M. Hirvonen | 1:08.1  | 79.3 km/h         | S. Loeb    |

## Stav mistrovství světa

### Jezdci WRC
| No. | Jezdec            | Podnik | Podnik | Podnik | Podnik | Podnik | Podnik | Podnik | Podnik | Podnik | Podnik | Podnik | Podnik | Celkové body |
| No. | Jezdec            | IRL    | NOR    | CYP    | POR    | ARG    | ITA    | GRE    | POL    | FIN    | AUS    | ESP    | GBR    | Celkové body |
| --- | ----------------- | ------ | ------ | ------ | ------ | ------ | ------ | ------ | ------ | ------ | ------ | ------ | ------ | ------------ |
| 1   | Sébastien Loeb    | 1      |        |        |        |        |        |        |        |        |        |        |        | 10           |
| 2   | Dani Sordo        | 2      |        |        |        |        |        |        |        |        |        |        |        | 8            |
| 3   | Mikko Hirvonen    | 3      |        |        |        |        |        |        |        |        |        |        |        | 6            |
| 4   | Henning Solberg   | 4      |        |        |        |        |        |        |        |        |        |        |        | 5            |
| 5   | Chris Atkinson    | 5      |        |        |        |        |        |        |        |        |        |        |        | 4            |
| 6   | Sébastien Ogier   | 6      |        |        |        |        |        |        |        |        |        |        |        | 3            |
| 7   | Matthew Wilson    | 7      |        |        |        |        |        |        |        |        |        |        |        | 2            |
| 8   | Khalid al-Qassimi | 8      |        |        |        |        |        |        |        |        |        |        |        | 1            |

### Mistrovství značek
| No. | Tým                             | Podnik | Podnik | Podnik | Podnik | Podnik | Podnik | Podnik | Podnik | Podnik | Podnik | Podnik | Podnik | Celkové body |
| No. | Tým                             | IRL    | NOR    | CYP    | POR    | ARG    | ITA    | GRE    | POL    | FIN    | AUS    | ESP    | GBR    | Celkové body |
| --- | ------------------------------- | ------ | ------ | ------ | ------ | ------ | ------ | ------ | ------ | ------ | ------ | ------ | ------ | ------------ |
| 1   | Citroën Total World Rally Team  | 18     | –      | –      | –      | –      | –      | –      | –      | –      | –      | –      | –      | 18           |
| 2   | BP Ford World Rally Team        | 8      | –      | –      | –      | –      | –      | –      | –      | –      | –      | –      | –      | 8            |
| 2   | Stobart M-Sport Ford Rally Team | 8      | –      | –      | –      | –      | –      | –      | –      | –      | –      | –      | –      | 8            |
| 4   | Citroën Junior Team             | 5      | –      | –      | –      | –      | –      | –      | –      | –      | –      | –      | –      | 5            |

### Jezdci JWRC
| * | jezdec            | IRL | CYP | POR | ARG | ITA | POL | FIN | ESP | body |
| - | ----------------- | --- | --- | --- | --- | --- | --- | --- | --- | ---- |
| 1 | Aaron Burkart     | 1   |     |     |     |     |     |     |     | 10   |
| 2 | Martin Prokop     | 2   |     |     |     |     |     |     |     | 8    |
| 3 | Simone Bertolotti | 3   |     |     |     |     |     |     |     | 6    |
| 4 | Yoann Bonato      | 4   |     |     |     |     |     |     |     | 5    |
| 5 | Kevin Abbring     | 5   |     |     |     |     |     |     |     | 4    |
| 6 | Luca Griotti      | 6   |     |     |     |     |     |     |     | 3    |